# Alfred Sisley (rose)
‘Alfred Sisley’ (syn. ‘DELstrijor’, ‘Ivan Crowther’) est un cultivar de rosier hybride de thé obtenu en 1998 par la maison Delbard et lancé sur le marché en 2004. La rose est panachée dans différentes nuances d'orange jusqu'au rose.

## Description
Le rosier prend une forme de buisson aux branches droites et compactes pouvant s'élever de 80 cm à 100 cm et d'une largeur de 50 cm à 60 cm. Les fleurs présentent de 26 à 40 pétales et font de 7 à 19 cm de grosseur ; elles sont de différentes nuances d'orange allant jusqu'au rose. Ses feuilles sont vert foncé et brillantes. Son parfum évoque le poivre, l'ananas et la pomme,.
Ce rosier floribunda est remontant et résistant au gel (zone de rusticité 6b à 9b). La floraison s'étale de début juin aux premières gelées. ‘Alfred Sisley’ est plutôt résistant aux maladies, s'il est bien exposé au soleil. Il est adapté aux jardins, plates bandes, mixed borders et ses délicates nuances en font une fleur à couper fort recherchée de la clientèle des fleuristes.
‘Alfred Sisley’ peut être admiré dans de nombreuses roseraies du monde, comme le Newtown Park and Queensland State Rose Garden, le Rosaholic’s Southern California Garden, la Roseraie littéraire de Talence, le Peggy Rockefeller Rose Garden, ou les jardins de Giverny.
En 2004, ce cultivar a obtenu la médaille d'or du festival des roses du Rœulx.

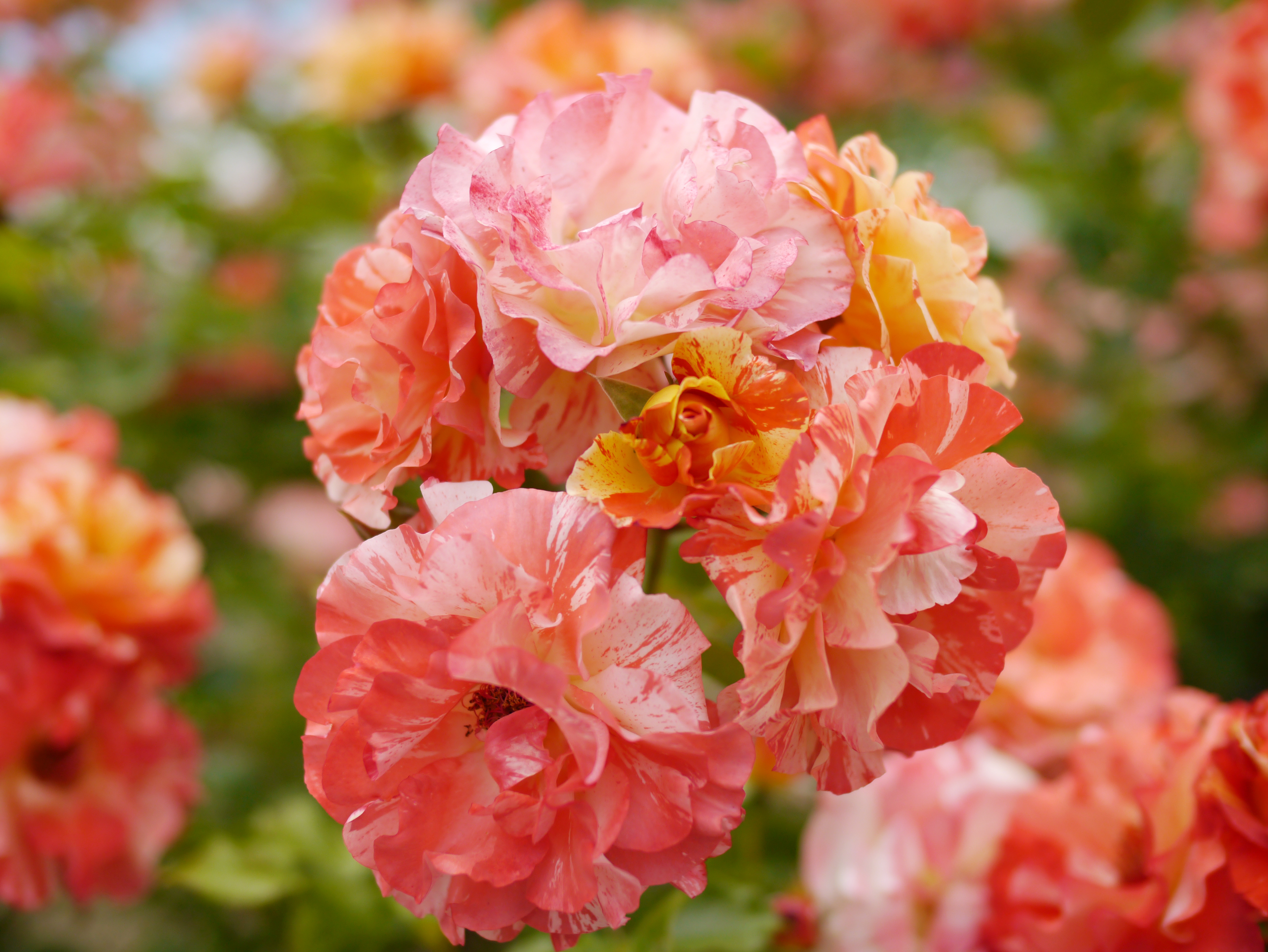
‘Alfred Sisley’ au Flower Festival Commemorative Park de Kani, au Japon.

## Nom
Cette rose est baptisée par Delbard en l'honneur du peintre Alfred Sisley, représentant de l'impressionnisme. Elle appartient à la série des « roses de peintres », de même que les roses ‘Henri Matisse’, ‘Marc Chagall’, ‘Maurice Utrillo’, ‘Camille Pissarro’, ‘Edgar Degas’, ‘Claude Monet’, ‘Paul Cézanne’ et ‘Paul Gauguin’.